# Більбасов Василь Олексійович
Васи́ль Олексі́йович Більбасов (31 липня 1838, Полтава — 5 вересня 1904, Санкт-Петербург) — російський історик і публіцист.

## Особа
Народився у Полтаві 1838 року. Мав трьох братів: Петра, полтавського губернатора, Костянтина, юриста, та Олександра.
1861 року закінчив Петербурзький університет, 1863 — магістр, 1867 захищає докторську дисертацію — по історії середньовічних Німеччини і Франції.
1867—1871 — професор Київського університету, пізніше — редактор ліберальної газети «Голос» — в 1871-83 роках.
Більбасов досліджував історію хрестових походів, папства і Германської імперії та історію слов'ян, зокрема написав праці про Яна Гуса (1869) та Кирила і Мефодія (1871).
- 1868, 1871 — «Кирилл и Мефодий по документальным источникам» (т. 1-2, СПб)
- «История Екатерины Второй» (т. 1-2, СПб., 1890-96).